# Guillestre
 Guillestre  es una comuna y población de Francia, en la región de Provenza-Alpes-Costa Azul, departamento de Altos Alpes, en el distrito de Briançon. Es la cabecera y mayor población del cantón homónimo. Está integrada en la Communauté de communes du Guillestrois .

## Demografía
| 1448 | 1479 | 1466 | 1937 | 2000 | 2211 |
| Para los censos de 1962 a 1999 la población legal corresponde a la población sin duplicidades (Fuente: INSEE [Consultar]) |      |      |      |      |      |